# Sphecozone diversicolor
Sphecozone diversicolor är en spindelart som först beskrevs av Eugen von Keyserling 1886.  Sphecozone diversicolor ingår i släktet Sphecozone och familjen täckvävarspindlar. Inga underarter finns listade i Catalogue of Life.